# 1月23日 (旧暦)
旧暦1月23日は旧暦1月の23日目である。六曜は大安である。

## できごと
- 建暦2年（ユリウス暦1212年2月27日）  - 法然が遺言状「一枚起請文」を記し、弟子の源智に授ける[要出典]。
- 元亀元年（ユリウス暦1570年2月27日） - 織田信長が足利義昭に五箇条の意見書を提出。
- 慶応2年（グレゴリオ暦1866年3月9日） - 寺田屋事件。伏見・寺田屋に宿泊していた坂本龍馬らが伏見町奉行配下の捕り方に急襲され負傷。
- 文永11年（1274年）- 太陽が二つに見える現象が起こる。

## 忌日
- 黄初元年（ユリウス暦220年3月15日） - 曹操、魏の武将（* 155年）
- 反正天皇5年（ユリウス暦410年2月12日） - 反正天皇、18代天皇
- 明暦3年（グレゴリオ暦1657年3月7日） - 林羅山、朱子学者（* 1583年）
- 明和2年（グレゴリオ暦1765年3月14日） - 綾川五郎次、2代横綱